# Cosca siciliana
Cosca siciliana – najprostsza forma organizacji mafijnej, która pojawiła się po roku 1860 na Sycylii. Werbalnie cosca oznacza roślinę o jednym korzeniu i wielu liściach. Ma to obrazować schemat tej organizacji, na czele której stoi mafioso będący patronem "opiekującym się" swymi podopiecznymi, którym świadczy "uprzejmości". Ta forma mafii polegała głównie na świadczeniu pomocy we wszystkich sprawach, których nie potrafili załatwić niepiśmienni chłopi sycylijskich wsi. Obecnie ta nazwa jest utożsamiana z pojęciem "rodziny" sycylijskiej, czyli o wiele wyższej formy zorganizowanej przestępczości.